# Cormac Murphy-O'Connor
Pour les articles homonymes, voir Murphy et O'Connor.
 (septembre 2017).
Si vous disposez d'ouvrages ou d'articles de référence ou si vous connaissez des sites web de qualité traitant du thème abordé ici, merci de compléter l'article en donnant les références utiles à sa vérifiabilité et en les liant à la section « Notes et références ».
Cormac Murphy-O'Connor, né le 24 août 1932 à Reading au Royaume-Uni et mort le 1er septembre 2017  à Londres (Royaume-Uni), est un cardinal britannique de l'Église catholique romaine, archevêque émérite de Westminster jusqu'à son décès.

## Biographie

### Formation
Cormac Murphy-O'Connor est titulaire d'une licence en philosophie et d'une deuxième licence en théologie obtenues à l'Université pontificale grégorienne à Rome.
Il a été ordonné prêtre le 28 octobre 1956 pour le diocèse de Portsmouth.

### Prêtre
Cormac Murphy-O'Connor a exercé son ministère sacerdotal comme curé à Portsmouth et à Fareham.
Il a également été directeur du service des vocations et secrétaire de l'évêque avant d'être nommé recteur du Venerable english college de Rome de 1970 à 1977.

### Évêque
Nommé évêque d'Arundel et Brighton le 17 novembre 1977, Cormac Murphy-O'Connor a été consacré le 21 décembre suivant. Il a été membre de la commission internationale anglicane-catholique romaine.
Le 15 février 2000, il devient archevêque catholique du diocèse de Westminster, Primat de l’Église catholique romaine d’Angleterre et du Pays de Galles. Il préside la Conférence des évêques d'Angleterre et du Pays de Galles.
En 2001, il intègre la « mafia de Saint-Gall ».
Il se retire le 3 avril 2009. Il est remplacé par Vincent Gerard Nichols.

### Cardinal
Cormac Murphy-O'Connor a été créé cardinal par Jean-Paul II lors du consistoire du 21 février 2001 avec le titre de cardinal-prêtre de Santa Maria sopra Minerva rattaché à l'église de la Minerve que détenait autrefois son compatriote le cardinal Howard de Norfolk (1679-1694). 
Quatre ans plus tard, il participe au conclave de 2005 qui voit l'élection de Benoît XVI. En revanche, ayant dépassé la limite d'âge le 24 août 2012, il ne peut pas prendre part aux votes du conclave de 2013 qui voit l'élection de François.
Au sein de la curie romaine, il est membre de la Congrégation pour le culte divin et la discipline des sacrements, du Conseil pontifical pour la famille, du Conseil pontifical pour la promotion de l'unité des chrétiens et du Conseil pontifical pour la culture.
Il meurt le 1er septembre 2017 à Londres à l'âge de 85 ans.

## Prises de position

### À propos de la liturgie
Cormac Murphy-O'Connor s'est opposé à la libéralisation du rite tridentin.

### À propos de la bioéthique
En février 2008, alors qu'un « projet de loi risquant d'autoriser la création d'embryons hybrides à la fois humains et animaux, à des fins de recherche, est en discussion » au Parlement britannique, Cormac Murphy-O'Connor invite les catholiques à écrire aux parlementaires pour demander que la dignité humaine soit défendue".